# Borys Palij-Nejiło
Borys Palij-Nejiło, ukr. Борис Палій-Неїло (ur. 29 grudnia 1877?/10 stycznia 1878 w guberni połtawskiej, zm. 5 lutego 1956 w Detroit) – rosyjski, a następnie ukraiński wojskowy (generał chorąży), emigracyjny działacz wojskowy.

## Życiorys
W 1895 r. ukończył piotrowski korpus kadetów w Połtawie, zaś w 1897 r. aleksandrowską szkołę wojskową. Służył w iwangorodzkiej artylerii fortecznej. W 1898 r. przeszedł do baterii 48 Brygady Artylerii. Od końca 1899 r. służył w 13 Brygadzie Artylerii, od lata 1903 r. 2 Zapasowej Brygadzie Artylerii, od lata 1910 r. 9 Brygadzie Artylerii, zaś od lata 1913 r. 12 Brygadzie Artylerii. W tym samym roku awansował do stopnia kapitana. Brał udział w I wojnie światowej. Pod koniec 1916 r. mianowano go podpułkownikiem, a za zasługi bojowe odznaczono Orderem Świętego Jerzego. Uczestniczył w I, a następnie II wszechukraińskich zjazdach wojskowych. Wszedł w skład Ukraińskiego Wojskowego Komitetu Generalnego. Od końca 1917 r. w stopniu pułkownika dowodził 1 Traktornym Dywizjonem Artylerii, który został zukrainizowany. W 1918 r. objął funkcję szefa oddziału organizacyjnego zarządu inspektora artylerii wojsk Centralnej Rady Ukraińskiej. Następnie został pisarzem generalnym Kozactwa Ukraińskiego. Na przełomie 1918/1919 r. objął funkcję zastępcy atamana stołecznego. Od pocz. 1919 r. był inspektorem państwowym połączonej szkoły junackiej. Od pocz. lipca 1920 r. pełnił funkcję atamana do specjalnych poruczeń przy głównym atamanie Symonie Petlurze. Od poł. września tego roku był wykładowcą wspólnej szkoły junackiej w Kamieńcu Podolskim. Pod koniec 1920 r. wraz z pozostałymi wojskowymi Armii Czynnej Ukraińskiej Republiki Ludowej został internowany w Polsce. Od 1924 r. mieszkał w Przemyślu. Miał pracownię ikonograficzną, zajmując się sporządzaniem ikon dla miejscowych cerkwi. W latach 30. od ukraińskich władz na obczyźnie otrzymał stopień generała chorążego. W 1944 r. wyjechał do III Rzeszy. Po zakończeniu II wojny światowej współtworzył Związek Ukraińskich Wojskowych. W 1950 r. wyemigrował do USA.